# Eder Luiz
Eder Luiz de Faria Morbi (Santa Cruz do Rio Pardo, 31 de julho de 1963), conhecido como Eder Luiz ou ainda O Dez do Rádio é um locutor esportivo brasileiro. Atualmente, trabalha na Rede Transamérica.

## Carreira
Seu começo no rádio foi aos 13 anos, como auxiliar técnico. Após um ano, estreou como locutor esportivo, na rádio Difusora de sua cidade natal, narrando um jogo do campeonato amador da região. Aos 17 anos, foi para Marília, onde atuou pelas rádios Verinha, Clube e Itaipu.
Em 1983, chegou à capital paulista para trabalhar na Rádio Bandeirantes, onde permaneceu até 1994. Ali, transmitiu as Copas de 1986, 1990 e 1994, os Jogos Olímpicos de Los Angeles, Seul e Barcelona. Além disso, transmitiu mais de 170 GPs de Fórmula 1, na época do auge do esporte no Brasil, alcançado pelas vitórias de Ayrton Senna.
Em 1995, montou a sua própria equipe esportiva na Rádio Capital AM.
Dois anos depois, Éder Luiz inaugurou, na Band FM, uma nova linguagem no radialismo esportivo, ao levar a cobertura dos jogos para a FM. Maior qualidade de som, criatividade, muita emoção e humor faziam parte daquela nova proposta totalmente inovadora, que alcançou altos índices de audiência. Lá, transmitiu a Copa do Mundo de 1998.
Em 2000, levou toda a sua equipe para a Transamérica Pop, e realizou as coberturas das Olimpíadas de Atenas e das Copa do Mundo de Futebol de 2002 e 2006.
Em 2003, iniciou sua carreira como locutor de TV, narrando o Campeonato Inglês de Futebol e Liga dos Campeões pela RedeTV!. Um ano depois, passou a narrar o Campeonato Espanhol e o Campeonato Italiano pela TV Bandeirantes. Nessa época, estreou o programa Vídeo Gol, idealizado e produzido por ele (era contratado pela TopSports, empresa que fornecia o Esporte Interativo na TV Aberta).
Em 2005, foi para a RecordTV, narrando como titular os principais campeonatos do futebol brasileiro (Paulista, Copa do Brasil, Brasileiro e Sul-Americana) e internacional (Eurocopa, Liga dos Campeões e Taça UEFA), além de eventos olímpicos.
Em 2008, na Record News, apresentou o programa Gol, Futebol Arte, que falava sobre o futebol e suas curiosidades, estatísticas, etc.
No dia 18 de dezembro de 2009, o narrador assinou um contrato com a Rádio Record de São Paulo por um período de 5 anos, junto a um acordo de fusão na transmissão de conteúdo esportivo junto com a Transamérica Pop São Paulo. Ele começou na Rádio Record no dia 4 de janeiro de 2010. No dia 4 de janeiro de 2010, a união inédita das emissoras de rádio se confirmava. A equipe de Éder Luiz se integrava a duas grandes estações de comunicação, no AM 1 000 kHz da Rádio Record com os 100,1 FM da Rádio Transamérica, com a união da equipe esportiva das duas rádios, com mudanças para um novo gênero de transmissão esportiva. Mais tarde, a parceria se desfez.
Éder foi a principal voz da Record nos Jogos Pan-Americanos, em 2011. Antes dos Jogos Olímpicos de Londres, em 16 de julho de 2012, o narrador pediu demissão da Rede Record sendo substituído pelo narrador Lucas Pereira.

## Prêmios
| Ano  | Prêmio                                                                     | Categoria         | Resultado | Ref.  |
| ---- | -------------------------------------------------------------------------- | ----------------- | --------- | ----- |
| 2011 | Troféu ACEESP (Associação dos Cronistas Esportivos do Estado de São Paulo) | Narrador de Rádio | Indicado  | [ 6 ] |
| 2017 | Troféu ACEESP (Associação dos Cronistas Esportivos do Estado de São Paulo) | Narrador de Rádio | Indicado  | [ 7 ] |